# Vítor Leal

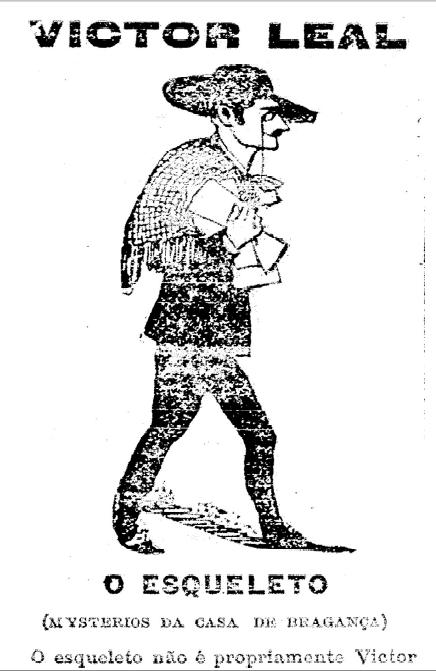
Vítor Leal, no traço de Gustavo Hastoy para a Gazeta de Notícias, em 15 de março de 1890

Vítor Leal (Victor Leal, pela ortografia vigente na época) foi um pseudônimo usado de forma compartilhada pelos escritores brasileiros Olavo Bilac, Coelho Neto, Aluísio Azevedo e Pardal Mallet.
A primeira obra assinada com o nome de Vítor Lopes foi O Esqueleto, romance publicado em forma de folhetim pelo jornal Gazeta de Notícias, em 1890. Os autores, na verdade, foram Bilac e Mallet.
No rastro do sucesso popular alcançado pelo folhetim, seguiu-se A Mortalha de Alzira (1891), escrito por Azevedo.
Os quatro autores finalmente uniriam seus esforços para escrever a oito mãos Paula Mattos ou O Monte de Socorro (1893), cujo protagonista enfrenta a dupla missão de encontrar um tesouro perdido e salvar a heroína.
O desenhista Gustavo Hastoy desenhou para a Gazeta de Notícias a figura de Leal dois dias antes do início da publicação de O Esqueleto. A publicação da caricatura fez boa parte do público acreditar que se tratava de uma pessoa real.